# Giuseppe Miggiano
Giuseppe Miggiano, né le 16 octobre 1938 dans un petit village des Pouilles nommé Tuglie, dans le sud de l'Italie, est un sculpteur belge d'origine italienne.

## Biographie
En 1946, son père décide de venir chercher du travail dans la région de Charleroi en Belgique, comme de nombreux immigrés Italiens à l'époque. Giuseppe Miggiano, en parallèle d'études techniques qu'il mène à Charleroi, s'intéresse à la sculpture et à la peinture. Étudiant de l'Académie des beaux-arts de Charleroi, il en deviendra l'un des représentants les plus productifs et originaux.

## Œuvre
Son œuvre se décline sous plusieurs formes : sculpture, sculpture cinétique, peinture, etc. Le choix des matériaux est lié à l'environnement industriel de cette région du Hainaut, mélange de technologie et de métal sous différentes formes. Certaines de ces réalisations se trouvent dans la région de Charleroi, dont son Persée, statue élevée devant le centre culturel de Couillet   ainsi que sa Porte de l'éternité au crématorium de Gilly. On lui doit également le ballon métallique trônant au milieu de la place de Jumet et commémorant l'installation lors de la bataille de Fleurus de 1794 (An II de la première République), gagné par le général Jourdan d'un tel dispositif d'observation à cet endroit précis.

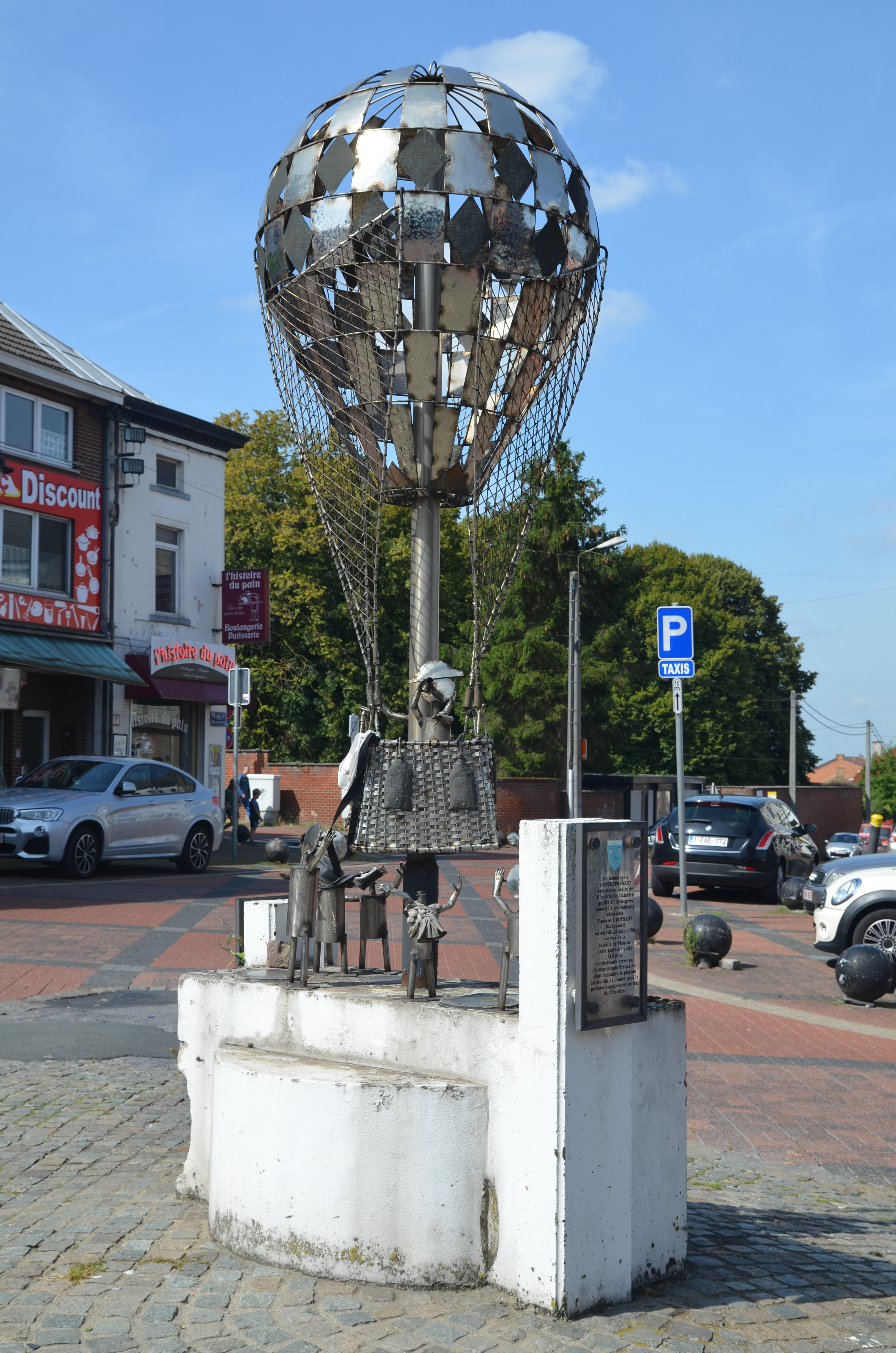
Le ballon de l'an II à Jumet.
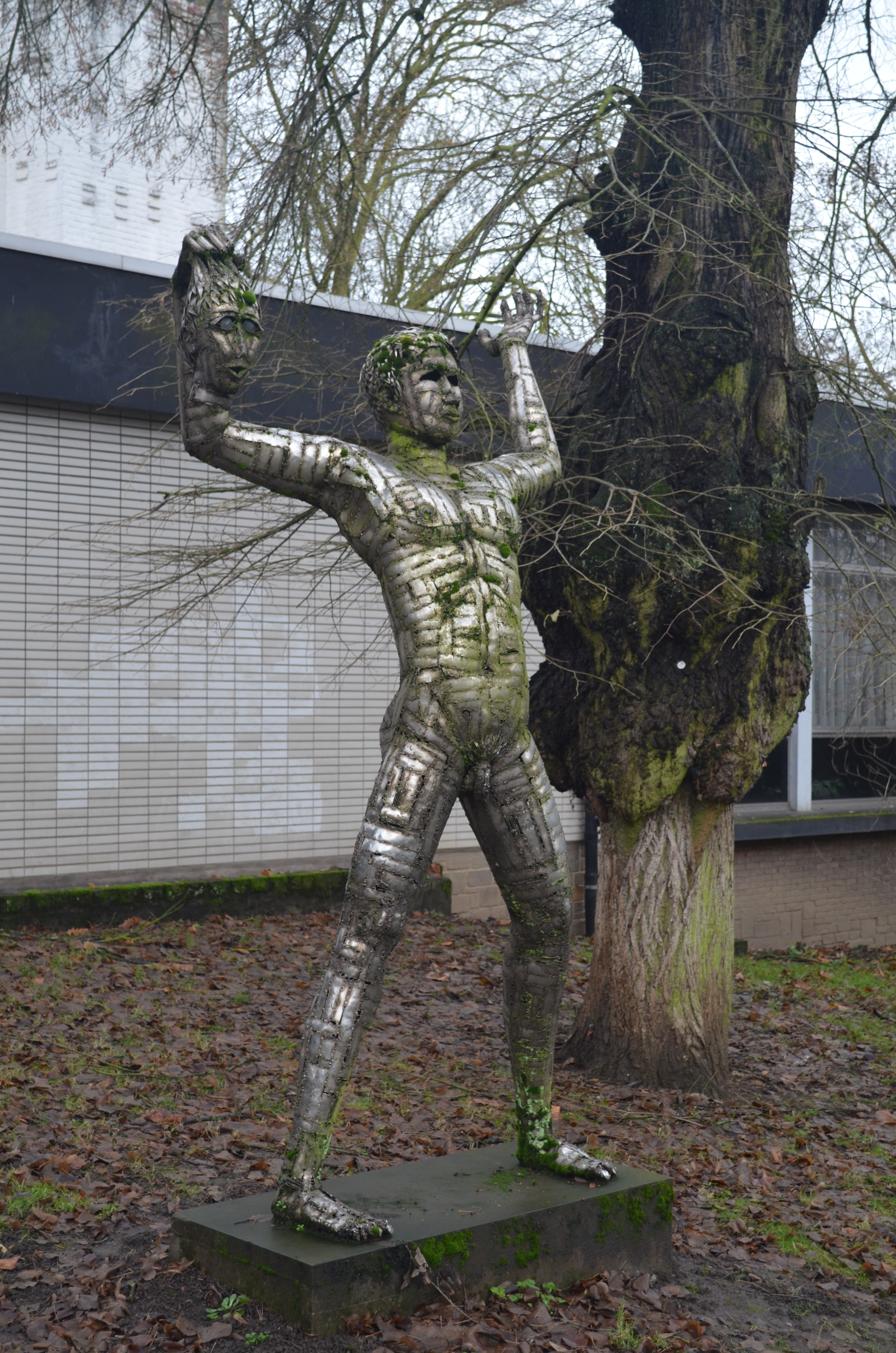
Persée, devant le centre culturel de Couillet.

## Prix et récompenses
- Jeune Peinture belge 1974-1977 (distinction)
- Jeune Sculpture belge 1973-1975 (distinction)
- Prix international de peinture de Knokke (participation)

Ses œuvres ont également été présentées dans plusieurs expositions en Belgique et internationalement : Charleroi, Bruxelles, Mons, Mouscron, Knokke, Moscou et Pittsburgh, ainsi que pour les cent cinquante ans de la Belgique à l'exposition internationale de Bois-du-Luc.